# Florin Mergea
Florin Mergea, född den 26 januari 1985 i Craiova, är en rumänsk tennisspelare.
Han tog OS-silver i herrdubbel i samband med de olympiska tennisturneringarna 2016 i Rio de Janeiro..